# 鈴木貴之
鈴木 貴之（すずき たかゆき、1990年〈平成2年〉2月21日 - ）は、日本のモデル、俳優。京都府出身。所属事務所はModels 1（イギリス）、Buchwald（アメリカ）、Asian Cinema Entertainment（アメリカ）。身長188cm。2013 初代ミスター・ジャパンに選ばれデビューした。

## 略歴・人物
花園高等学校時代はバレーボール選手として春高バレーに出場。立命館大学法学部在学中は1年間カナダに語学留学していた。2013年3月4日、美男コンテスト「ミスター・ジャパン」に出場。応募総数600名の中から書類審査・オーディションを経て代表選考会で8名のファイナリストの中から初代ミスター・ジャパンに選ばれデビューした。
HiGH&LOWで共演した同じ鬼邪高校の山田裕貴と一ノ瀬ワタルとは仲が良い。
2019年2月末、HDRを契約満了し、BMA artists/BMA modelsへ移籍。
2019年3月から、イギリス・ロンドンを拠点に俳優、モデルとして活動している。

## 出演

### テレビドラマ
- 事件救命医〜IMATの奇跡〜（2013年10月6日、テレビ朝日） - SIT隊員 役
- ミス・パイロット（2013年10月15日 - 12月24日、フジテレビ）- 整備士 役
- 恋愛ドラマをもう一度 前編（2013年11月23日、LaLaTV）
- Dr.DMAT（2014年1月9日 - 3月20日、TBS） - 金子 役
- 続・最後から二番目の恋（2014年4月17日 - 6月26日、フジテレビ） - 篠原淳 役[16]
- 匿名探偵（2014年7月4日 - 9月5日、テレビ朝日） - 棟方刑事 役
- 私のホストちゃんS〜新人ホストオーナー奇跡の密着6カ月〜（2014年4月2日 - 9月24日、テレビ朝日） - 鈴木琉生 役
- ごめんね青春!（2014年10月12日 - 12月21日、TBS） - 半田豪 役
- 京都人情捜査ファイル（2015年4月 - 9月、テレビ朝日） - 花園健 役
- ゴッドタン（2015年5月9日、テレビ東京） - AD 役（キス我慢選手権）
- HiGH&LOW〜THE STORY OF S.W.O.R.D.〜（日本テレビ） - 古屋英人 役
  - HiGH&LOW〜THE STORY OF S.W.O.R.D.〜 Season1（2015年10月21日 - 12月23日）
  - HiGH&LOW〜THE STORY OF S.W.O.R.D.〜 Season2（2016年4月17日 - 6月26日）
- ダメな私に恋してください（2016年1月12日 - 3月15日、TBS） - 照井学（テリー） 役
- 世にも奇妙な物語 「貼られる!」（2016年、フジテレビ） - 和田玄太 役
- キャバすか学園（2016年10月30日 - 2017年1月15日、日本テレビ） - レイ 役
- 科捜研の女 (2017年、テレビ朝日） - 倉森健人  役
- 僕たちがやりました (2017年7月18日 - 9月19日、フジテレビ・関西テレビ) - 松崎 役
- 月曜名作劇場
  - 「信濃のコロンボ5」（2017年11月20日） - 佐藤俊 役
  - 「警視庁岡部班」 - 佐藤俊 役
    - 倉敷殺人事件（2017年11月27日）
    - 多摩湖畔殺人事件（2018年11月12日）
- 新宿セブン    (2017年10月14日 - 12月23日、テレビ東京)  - ヤン 役
- モブサイコ100（2018年1月19日 - 4月6日、テレビ東京） - 志村遼平 役
- 探偵物語（2018年4月8日、テレビ朝日） ‐ 柴木敦 役
- マジムリ学園（2018年7月26日 - 9月27日、日本テレビ）- 影山 武（死神ジョー） 役
- 二つの祖国（2019年3月23日 - 24日、テレビ東京） - マンザナール収容所の日系人 役
- NAZI MEGASTRUCTURES（2019年、National Geographic）- Genjirou Inui 役
- THE CROWN SEASON4（2019年、Netflix）- Japanese Anchor-man 役
- Midsomer Murders S24.E4（2023年）- Ken Makoto 役
- 日曜劇場 キャスター 第2話（2025年4月20日、TBS） - 名和渉 役[17]

### 配信ドラマ
- インベージョン SEASON2（2023年8月23日、Apple tv+）- Hotaru 役
- Tokyo Vice season2（2024年4月、 ＷＯＷＯＷとアメリカのＭａｘ（旧ＨＢＯ Ｍａｘ）の日米共同制作 ）- Masa 役

### 映画
- 赤々煉恋（2013年12月21日） - 亮太 役
- HiGH&LOW シリーズ - 古屋英人 役
  - ROAD TO HiGH&LOW （2016年5月7日）
  - HiGH&LOW THE MOVIE（2016年7月16日）
  - HiGH&LOW THE MOVIE2/END OF SKY（2017年8月19日）
  - HiGH&LOW THE MOVIE3/FINAL MISSION（2017年11月11日）
  - HiGH&LOW THE WORST（2019年10月4日）
- ...and LOVE（2017年3月18日） - カズマ 役
- 便利屋エレジー（2017年6月24日） - 主演・山田幸一 役
- アウトサイダー（The Outsider）（2018年3月9日、Netflix）- Markito 役
- 最果てリストランテ（2019年5月18日）
- SAFEGUARD（セイフガード）（2020年10月15日 - 18日、京都国際映画祭2020 特別招待作品）- Kazuki 役

### ショートフィルム
- 短編映画「愛と契約の檻」（2019年、ショートショートフィルムフェスティバル）
- The Taping （2019年8月10日、London City Film Awards festival） - Jules 役
- MILI'S REVENGE（SAKURA）（2019年） - Kaito 役

### アニメ
- 『HiGH&LOW g-sword』アニメーションDVD付き特装版 フラッシュアニメ（2017年） - 古屋英人 役

### ミュージックビデオ
- Blue Vintage『渚のハニー』（2018年）
- Natalia Ng『Waiting For You』（2018年）
- Emma Bunton『You're ALL I Need to Get By(feat.Jade Jones)』（2019年）
- Skoop On Somebody『3 stories of love「ラビリンス～masquerade～After Note」』（2019年）
- Sum41『45(A Matter Of Time)』（2019年）

### CM
- オロナミンC
- CONFUSED.COM（2019年） - Japanese Man
- CMC MARKETS（2019年） - Character
- SHANGRI-LA HOTEL（2019年） - Hotel Man
- FERRERO ROCHER（2019年） - Friend
- VISA（2019年） - Character
- Asahi Super Dry Global campaign『Karakuchi（辛口）』taste（2020年）
- Jabra『Elite 85t』（2020年）
- Lenovo 『ThinkPad X1 Fold』（2020年）
- Qatar Airways EURO 2020（2021年）
- Dyson Supersonic（2021年）
- Jabra『Evolve2 75』（2021年）
- The Sky Pool at Embassy Gardens in London（2021年）
- 日本コカ・コーラ「アクエリアス」『AQUARIUS 2022 「進む人のそばに。ビジネス」篇』（2022年10月3日 - ）
- Tele2 Kazakhstan『TELE2 5G』 （2023年、2024年）
- Expedia「いつものそとへ」（2024年）
- Audi A5（2024年）
- ASICS『GEL-KAYANO 31』（2024年）

### Corporate
- PlayStation "DREAMS" （2019年）- Young Man

### Internet
- LUXURY DEPARTMENT STORE ONLINE CAMPAIGN VIDEO [HARVEY NICHOLS 520 SAY LOVE CAMPAIGN(2019) MOVIE]（2019年）- Hipster Boyfriend

### イベント
- 2013年4月7日 - 史上最強のビューティーパーク VOCE美利きフェスタ2013
- 2013年4月10日 - ゴシップガールジャパンプレミア
- 2013年4月14日 - ESCADA ファッションショー
- 2019年6月2日 - Graduate Fashion Week 2019 day-1
- 2019年9月 - PUMA Fashion Show
- 2020年9月17日 - 22日 London Fashion Week（オンライン開催）

### 雑誌
- 2013年5月23日 - 『VoCE』 2013年7月号
- 2014年7月1日 - 『GOETHE』2014年7月号　通巻100号記念特別号
- 2014年12月12日 - 『ar』2015年1月号
- 2015年8月26日 - 『an・an』2015年9月2日号
- 2017年4月22日 - 『TVガイド PERSON』vol.55
- 2017年10月2日 - 『TVガイド PERSON特別編集　CINEMA STARS』vol.1
- 2022年11月2日 - 『Monocle』November 2022 issue 158（表紙）
- 2022年12月18日 - 『Monocle』December 2022 - January 2023 issue 159
- 2023年8月27日 - 『Monocle』September 2023 issue 166
- 2023年10月29日 - 『Monocle』September 2023 issue 168
- 2024年1月21日 - 『Monocle THE ESCAPIST』2024 issue 2（表紙）
- 2024年5月10日 - 『Monocle』September 2024 issue 173
- 2024年9月1日 - 『Monocle』September 2024 issue 176（表紙）